# 發射星雲

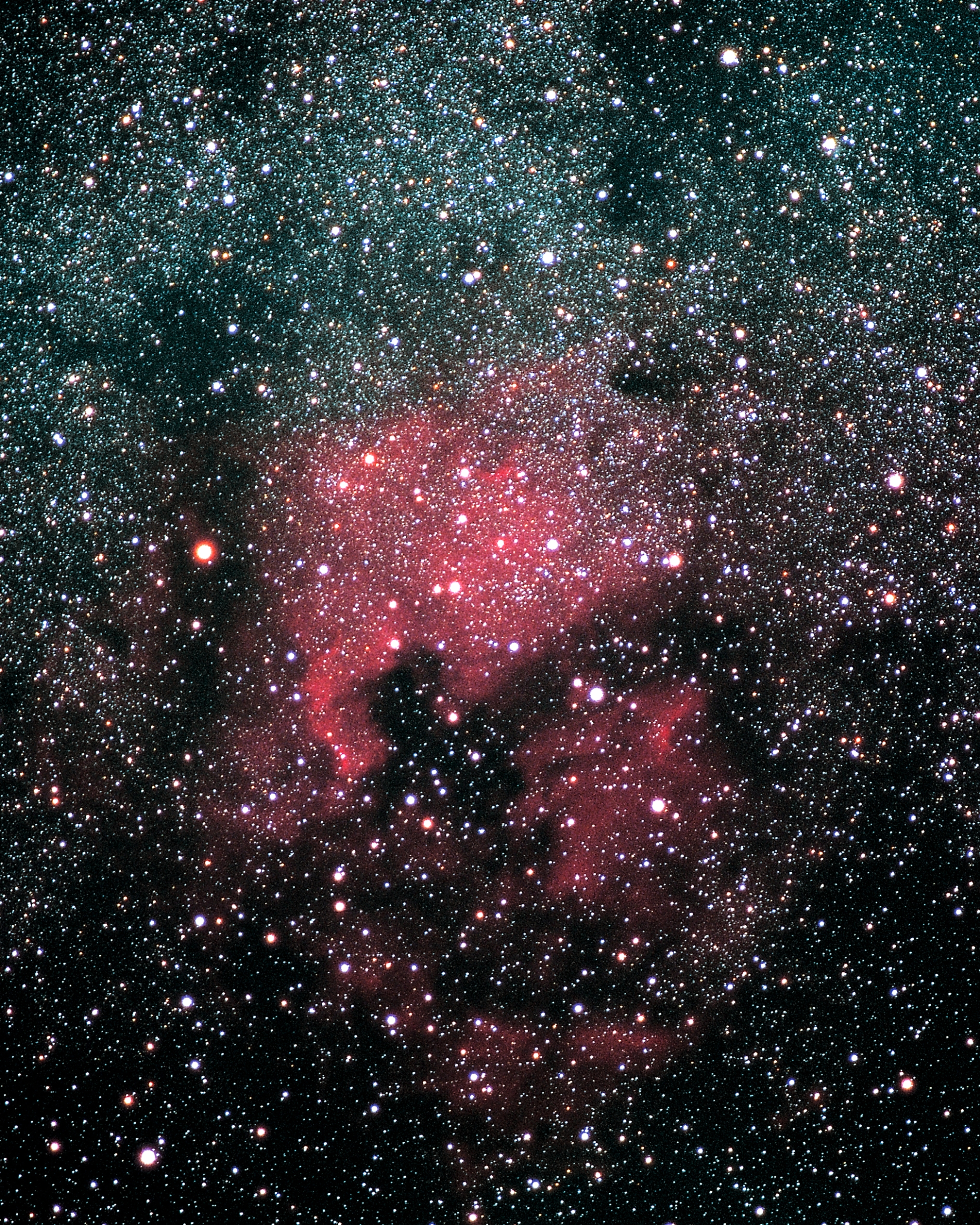
北美洲星雲是最明亮的發射星雲之一

發射星雲是能輻射出各種不同色光的电离氣體雲（也就是所謂的電漿），造成电离的原因通常是來自鄰近恆星輻射出來的高能量光子。這些不同的發射星雲有些類型是H II區，也就是年輕恆星誕生的場所，大質量恆星的光子是造成电离的來源；而行星狀星雲是垂死的恆星拋出來的外殼被曝露的高熱核心加熱而被电离的。

## 物理性質
通常，一顆年輕的恆星在誕生的過程中都會造成周圍的部分氣體电离，雖然只有質量大且熱的恆星造成能造成大量的电离，但一群年輕的星團經常也可以造成相同的結果。
星雲的顏色取決於化學組成和被电离的量，由於在星際間的氣體絕大部分都是在相對下只要較低能量就能电离的氫，所以許多發射星雲都是紅色的。如果有更高的能量能造成其他元素的电离，那麼綠色和藍色的雲氣都有可能出現。經由對星雲光譜的研究，天文學家可以推斷星雲的化學元素。大部分的發射星雲都有90%的氫，其餘的部份則是氦、氧、氮和其他的元素。

## 代表天體
在北半球，最著名的發射星雲是在天鵝座的北美洲星雲（NGC 7000）和面紗星雲（NGC 6960/6992）；在北半球最好看的則是在人馬座的礁湖星雲M8/NGC 6523和獵戶座的獵戶星雲（M42）。在南半球更南邊的則是明亮的船底座星雲（NGC 3372）。
發射星雲經常會有黑斑出現，這是雲氣中的塵埃阻擋了光線造成的。發射星雲和塵埃的組合經常會造成一些看起來很有趣的天體，而許多這一類的天體都會有傳神或有比喻的名稱，例如北美洲星雲。
有些星雲是由反射星雲和發射星雲結合在一起的，例如三裂星雲。